# Калюс (Каталонія)
Калю́с (кат. Callús) — муніципалітет, розташований в Автономній області Каталонія, в Іспанії. Знаходиться у районі (кумарці) Бажас провінції Барселона, згідно з новою адміністративною реформою перебуватиме у складі баґарії (округи) Центральна Каталонія.

## Населення
Населення міста (у 2007 р.) становить 1.610 осіб (з них менше 14 років — 15,2 %, від 15 до 64 — 65,2 %, понад 65 років — 19,7 %). У 2006 р. народжуваність склала 16 осіб, смертність — 12 осіб, зареєстровано 7 шлюбів. У 2001 р. активне населення становило 642 особи, з них безробітних — 42 особи.
Серед осіб, які проживали на території міста у 2001 р., 1.041 народилися в Каталонії (з них 878 осіб у тому самому районі, або кумарці), 224 особи приїхали з інших областей Іспанії, а 73 особи приїхали з-за кордону.
Університетську освіту має 10,6 % усього населення.
У 2001 р. нараховувалося 471 домогосподарство (з них 16,1 % складалися з однієї особи, 30,8 % з двох осіб,22,9 % з 3 осіб, 20 % з 4 осіб, 6,4 % з 5 осіб, 1,9 % з 6 осіб, 1,3 % з 7 осіб, 0,4 % з 8 осіб і 0,2 % з 9 і більше осіб).
Активне населення міста у 2001 р. працювало у таких сферах діяльності: у сільському господарстві — 1,7 %, у промисловості — 36,3 %, на будівництві — 12,7 % і у сфері обслуговування — 49,3 %.
У муніципалітеті або у власному районі (кумарці) працює 328 осіб, поза районом — 409 осіб.

### Вживання каталанської мови
У 2001 р. каталанську мову у місті розуміли 96 % усього населення (у 1996 р. — 98,1 %), вміли говорити нею 83,7 % (у 1996 р. — 88,9 %), вміли читати 83,7 % (у 1996 р. — 83 %), вміли писати 74,5 % (у 1996 р. — 62 %). Не розуміли каталанської мови 4 %.

### Безробіття
У 2007 р. нараховувалося 55 безробітних (у 2006 р. — 64 безробітних), з них чоловіки становили 29,1 %, а жінки — 70,9 %.

## Політичні уподобання
У виборах до Парламенту Каталонії у 2006 р. взяло участь 749 осіб (у 2003 р. — 793 особи). Голоси за політичні сили розподілилися таким чином:
| \| Вибори до Парламенту Каталонії \| Вибори до Парламенту Каталонії \| Вибори до Парламенту Каталонії \| \| Рік \| 2006 р. \| 2003 р. \| \| -------------------------------------- \| ------------------------------ \| ------------------------------ \| \| Конвергенція та Єднання (CiU) \| 42,2 % \| 43,4 % \| \| Соціалістична партія Каталонії (PSC) \| 22,7 % \| 19,5 % \| \| Народна партія (PP) \| 3,9 % \| 3,5 % \| \| Ініціатива за зелену Каталонію (IC) \| 9,9 % \| 5 % \| \| Республіканська лівиця Каталонії (ERC) \| 18,3 % \| 27,2 % \| \| Громадянська партія (C's) \| 0,9 % \| 0 % \| \| Інші \| 2,1 % \| 1,3 % \| |         |         |
| Вибори до Парламенту Каталонії |         |         |
| Рік | 2006 р. | 2003 р. |
| Конвергенція та Єднання (CiU) | 42,2 %  | 43,4 %  |
| Соціалістична партія Каталонії (PSC) | 22,7 %  | 19,5 %  |
| Народна партія (PP) | 3,9 %   | 3,5 %   |
| Ініціатива за зелену Каталонію (IC) | 9,9 %   | 5 %     |
| Республіканська лівиця Каталонії (ERC) | 18,3 %  | 27,2 %  |
| Громадянська партія (C's) | 0,9 %   | 0 %     |
| Інші | 2,1 %   | 1,3 %   |

У муніципальних виборах у 2007 р. взяло участь 704 особи (у 2003 р. — 715 осіб). Голоси за політичні сили розподілилися таким чином:
| \| Муніципальні вибори \| Муніципальні вибори \| Муніципальні вибори \| \| Рік \| 2007 р. \| 2003 р. \| \| -------------------------------------- \| ------------------- \| ------------------- \| \| Конвергенція та Єднання (CiU) \| 0 % \| 0 % \| \| Соціалістична партія Каталонії (PSC) \| 65,6 % \| 63,5 % \| \| Народна партія (PP) \| 2,8 % \| 3,8 % \| \| Ініціатива за зелену Каталонію (IC) \| 0 % \| 0 % \| \| Республіканська лівиця Каталонії (ERC) \| 31,5 % \| 32,7 % \| \| Громадянська партія (C's) \| 0 % \| 0 % \| \| Інші \| 0 % \| 0 % \| |         |         |
| Муніципальні вибори |         |         |
| Рік | 2007 р. | 2003 р. |
| Конвергенція та Єднання (CiU) | 0 %     | 0 %     |
| Соціалістична партія Каталонії (PSC) | 65,6 %  | 63,5 %  |
| Народна партія (PP) | 2,8 %   | 3,8 %   |
| Ініціатива за зелену Каталонію (IC) | 0 %     | 0 %     |
| Республіканська лівиця Каталонії (ERC) | 31,5 %  | 32,7 %  |
| Громадянська партія (C's) | 0 %     | 0 %     |
| Інші | 0 %     | 0 %     |